# Lucas Alamán
Lucas Ignacio Alamán y Escalada,[uttal saknas] född 18 oktober 1792 i Guanajuato i Nya Spanien, död 2 juni 1853 i Mexico City i Mexiko, var en mexikansk politiker, forskare, historiker och författare. Han var samregent med president Pedro Vélez och Luis de Quintanar samt inrikes- och utrikesminister under flera perioder.

## Publicerade verk
- Canción patriótica en celebridad de los días de nuestro augusto y deseado monarca. Mexico city: Oficina de Ontiveros 1812.
- Defensa del ex-ministro de relaciones D. Lucas Alamán, en la causa formada contra él y contra los ex-ministros de guerra y justicia del vice-presidente D. Anastasio Bustamante, con unas noticias preliminares que dan idea del origen de esta. Escrita por el mismo ex-ministro, que la dirige á la nación. Mexico City: Imprenta de Galván á cargo de M. Arévalo 1834.
- Historia de Méjico. 5 band. Mexico City 1968–1969.
- Memorias, la verdadera historia de esta república desde el año 1808 (1840)
- Liquidación general de la deuda esterior de la República Mexicana hasta fin de diciembre de 1841. Mexico City: Impreso por I. Cumplido, 1845.
- Disertaciones. 3 band. Mexico 1969.
- Documentos diversos. 4 band. Mexico 1946.
- Ensayo sobre la decadencia de la minería en la Nueva España.

## Vidareläsning
- Anna, Timothy E. Forging Mexico, 1821–1835. Lincoln: University of Nebraska Press 1998.
- Arroyo García, Israel. "Lucas Alamán" in Encyclopedia of Mexico. Chicago: Fitzroy Dearborn 1997, pp. 35–37.
- Green, Stanley C. The Mexican Republic: The First Decade, 1823–1832. Pittsburgh: University of Pittsburgh Press 1987.
- Hale, Charles A. Mexican Liberalism in the Age of Mora. New Haven: Yale University Press 1968.
- Potash, Robert A. Mexican government and industrial development in the early republic: the Banco de Avío. Amherst : University of Massachusetts Press, 1983.